# Foetorepus calauropomus
Foetorepus calauropomus är en fiskart som först beskrevs av Richardson, 1844.  Foetorepus calauropomus ingår i släktet Foetorepus och familjen sjökocksfiskar. Inga underarter finns listade i Catalogue of Life.